# Ahmadabad (Paquistão)
Ahmadabad é uma cidade do Paquistão localizada na província de Punjab.